# X5
X5 och X8 är beteckningarna på två snabba motorvagnståg som utvecklades av Asea för Bergslagernas Järnvägar (BJ) och SJ under 1940-talet.
Två tåg levererades till BJ (då med Littera XoA) och sex tåg till SJ (med littera Xoa5). BJ:s motorvagnar gick i trafik under namnet GDG-expressen mellan Göteborg och Gävle. GDG var en förkortning av Trafikförvaltningen Göteborg-Dalarne-Gävle, vilket var ett samarbete mellan ett antal regionala järnvägsoperatörer och BJ. 1948 överfördes de två motorvagnarna till SJ då BJ förstatligades.

## Skillnader
BJ:s motorvagnståg hade fyra vagnar medan SJ:s hade bara tre. Extravagnen var delvis en restaurangvagn, SJ hade valt att lösa serveringen med hjälp av ett pentry. En annan skillnad var de vikdörrar SJ-tågen var utrustade med. BJ:s tåg bygges om på 1950-talet och fick nya motorer för att alla skulle bli så lika som möjligt. De fick i fortsättningen ha kvar sina olika littera.

## Ur trafik och skrotades
Sista tiden gick de som regionaltåg runt Göteborg. Den sista X8-vagnen togs ur trafik 1983 efter en brand. X5 fanns kvar som reservtåg till 1987. Idag är inget av tågsätten i körbart skick, men de finns  vid olika järnvägsmuseer.
Ett X5-tåg (X5 218) byggdes under 1970-talet om till ett provtåg med nya motorer och boggier. Efter ombyggnaden fick det litteran X15.

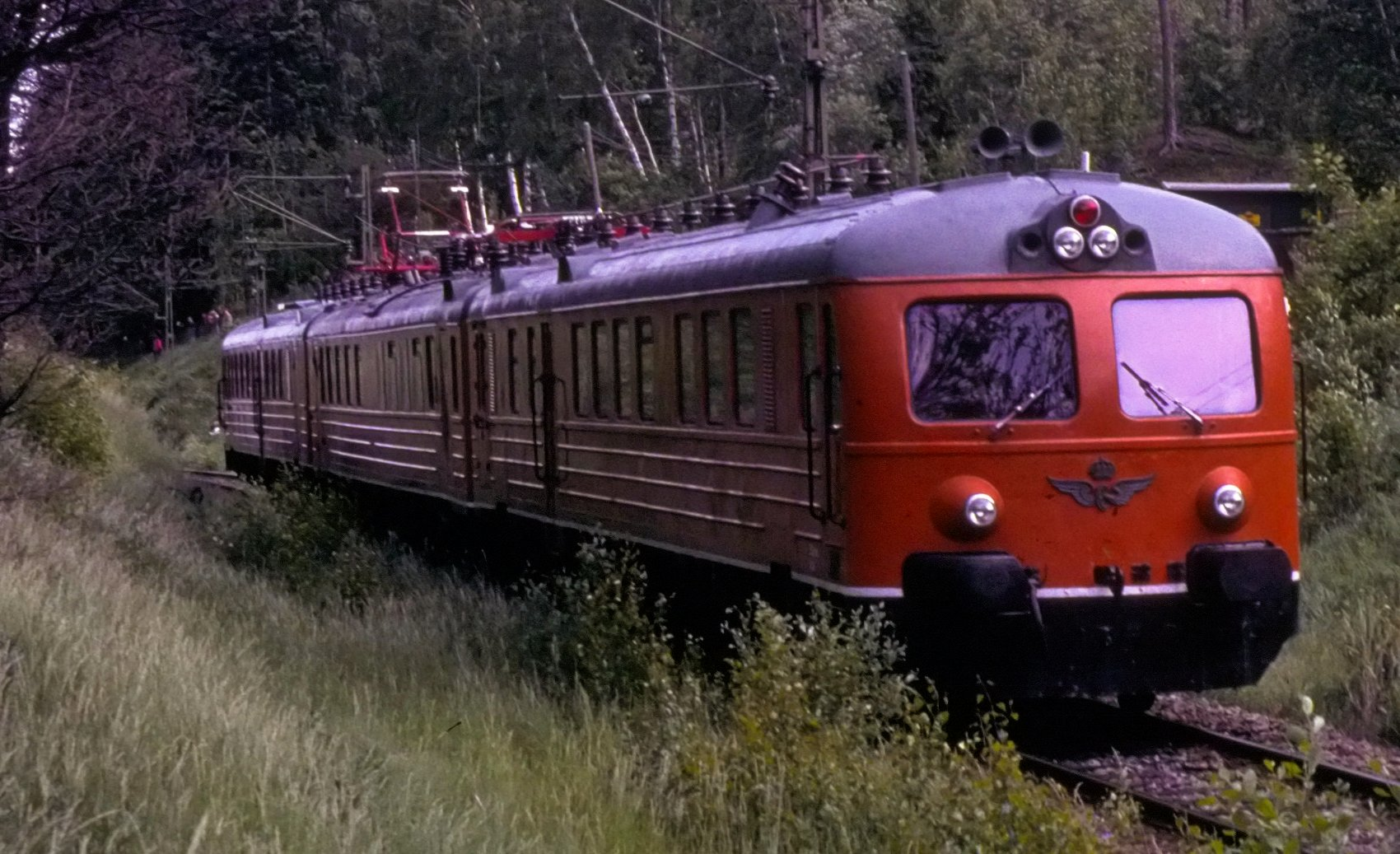
X15 218

Det var det första steget mot det nya snabbtåget X2 (X2000). Under en testkörning 1975 satte man nytt svenskt hastighetsrekord med 238 km/h. Utöver hastighetsproven fick tåget även bankningsutrustning så att tåget lutar i kurvorna vilket ger bättre komfort för resenärerna. X15-tåget skrotades efter testerna.

## Bilder

X5 på Järnvägsmuseet I Gävle
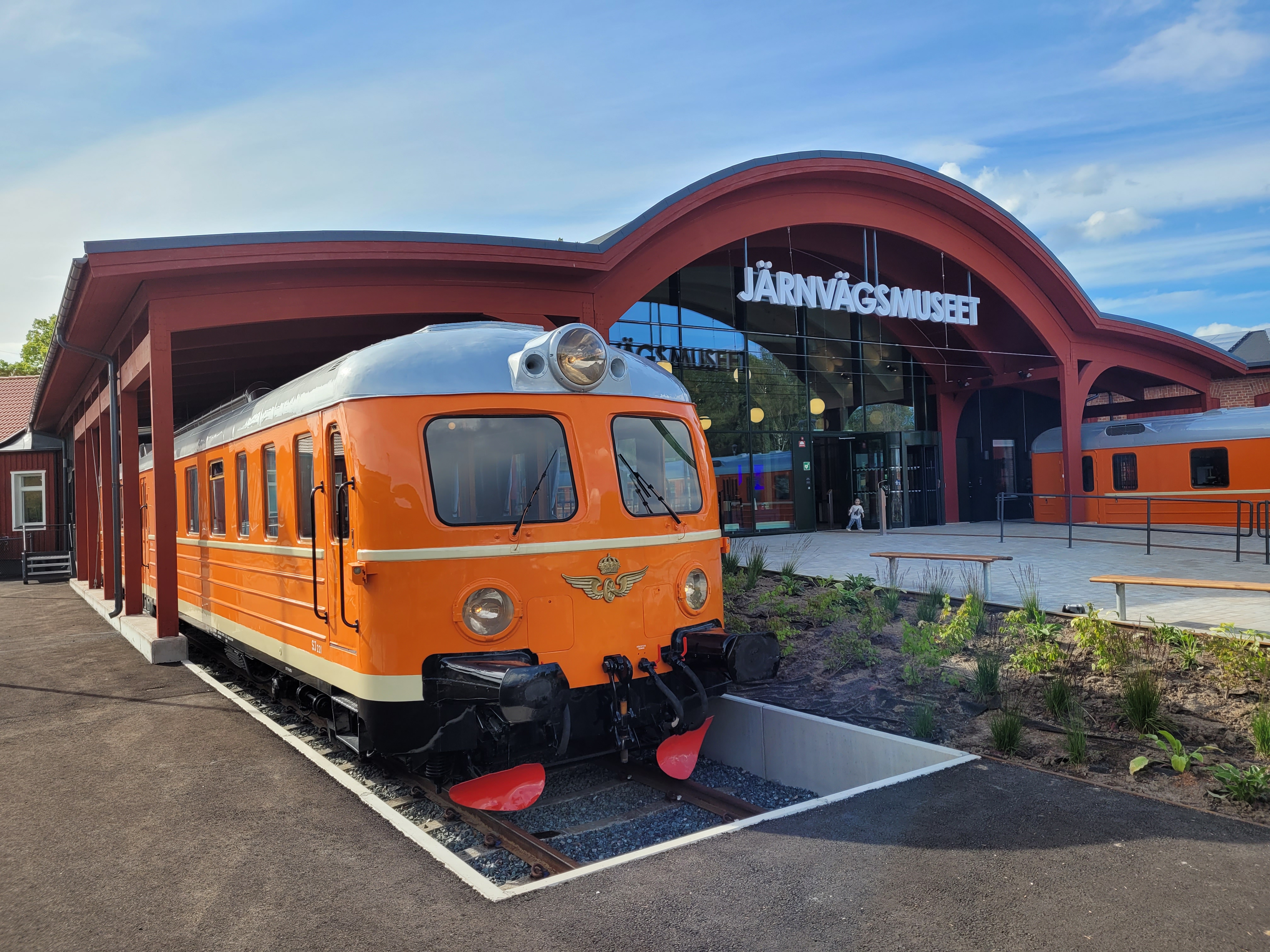
Entré Järnvägsmuseet i Gävle (flankerat av två X5 motorvagnar).
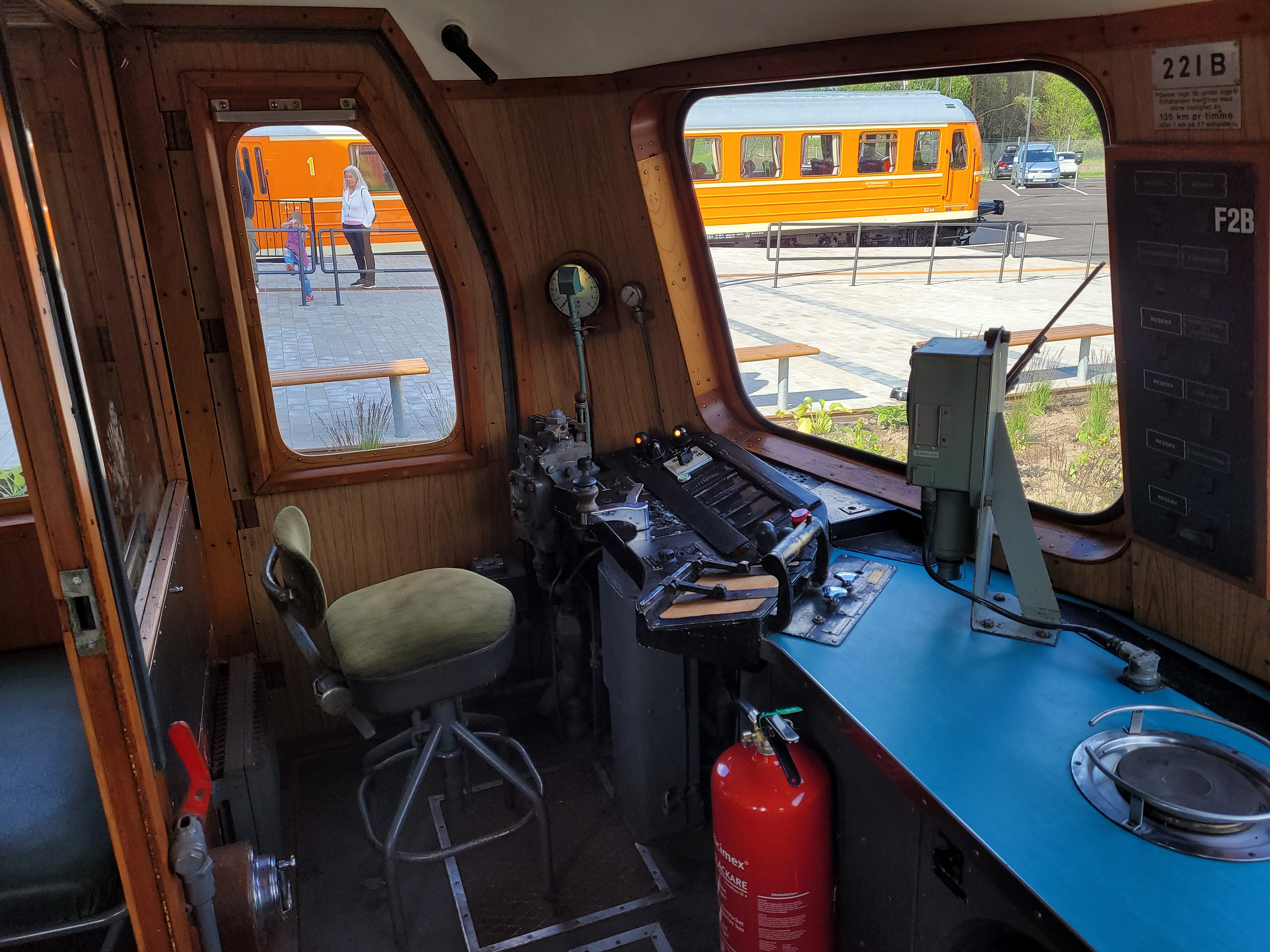
Förarplats
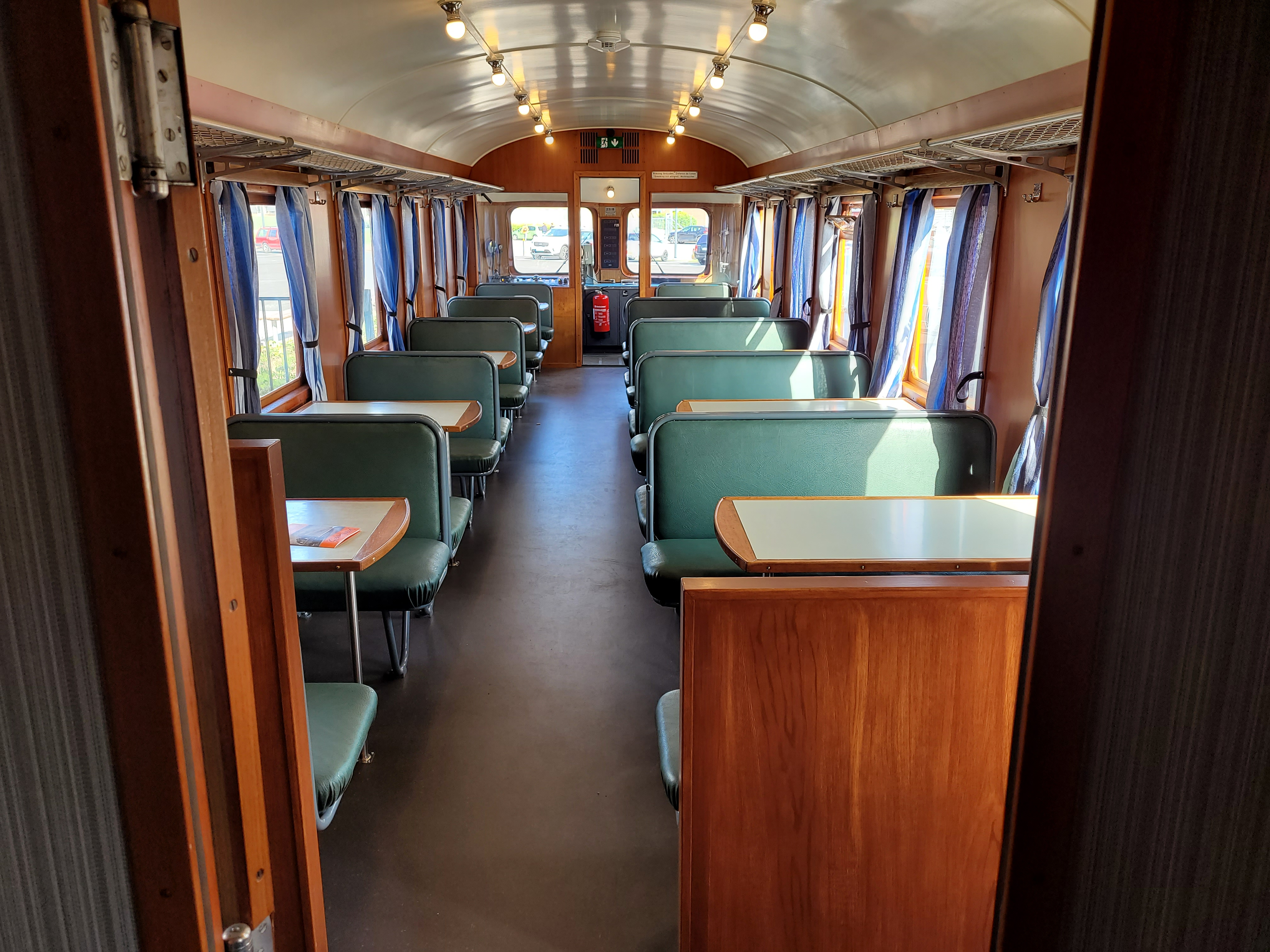
Interiör Främre del, direkt bakom förarplats.
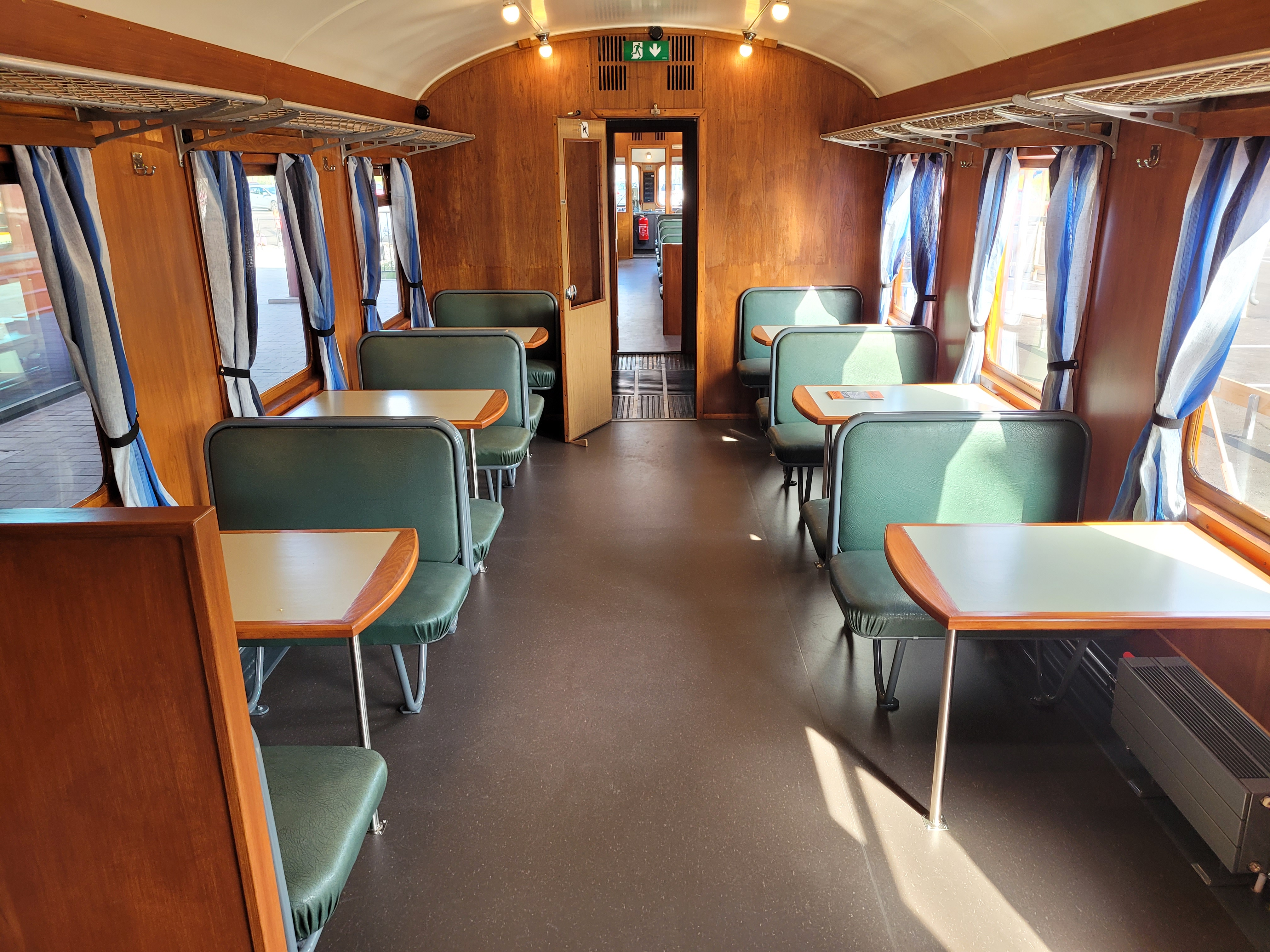
Interiör Bakre del, bakom förarplats.